# Єнджиховиці (Стшелінський повіт)
Єнджиховиці (пол. Jędrzychowice, нім. Hennersdorf) — село в Польщі, у гміні Вйонзув Стшелінського повіту Нижньосілезького воєводства.
Населення — 224 особи (2011).
У 1975-1998 роках село належало до Вроцлавського воєводства.

## Демографія
Демографічна структура станом на 31 березня 2011 року:
|          | Загалом | Допрацездатний вік | Працездатний вік | Постпрацездатний вік |
| -------- | ------- | ------------------ | ---------------- | -------------------- |
| Чоловіки | 116     | 21                 | 91               | 4                    |
| Жінки    | 108     | 17                 | 73               | 18                   |
| Разом    | 224     | 38                 | 164              | 22                   |